# Droit d'accès à la nature
Ne doit pas être confondu avec Droit de passage (droit).
 (juillet 2013).
Si vous disposez d'ouvrages ou d'articles de référence ou si vous connaissez des sites web de qualité traitant du thème abordé ici, merci de compléter l'article en donnant les références utiles à sa vérifiabilité et en les liant à la section « Notes et références ».
L'allemansrätt suédois, l'allemannsrett norvégien, le jokamiehenoikeus finlandais (aussi : jokamiehenoikeudet) et le igameheõigus estonien ne sont que des déclinaisons nationales d’un même « droit de tout un chacun » de profiter – sous certaines conditions – de la nature et de ses fruits, indépendamment des droits de propriété qui peuvent y être attachés, et sans le consentement préalable du propriétaire.
En particulier, l'allemansrätt suédois permet de pénétrer tant sur des propriétés publiques que privées, ce qui constitue une garantie légale tout à fait solide permettant à chacun de jouir de la nature et des paysages. Pour aussi général et porteur de liberté qu’il puisse être, l’exercice de ce « droit de tout un chacun » connaît évidemment des limites légales, que ce soit à l’égard d’une nature qu’il ne faut pas saccager ou à l’égard des propriétaires qu’il ne faut pas importuner.
On peut en français le traduire par « droit d’accès commun » , « droit d’accès public ».

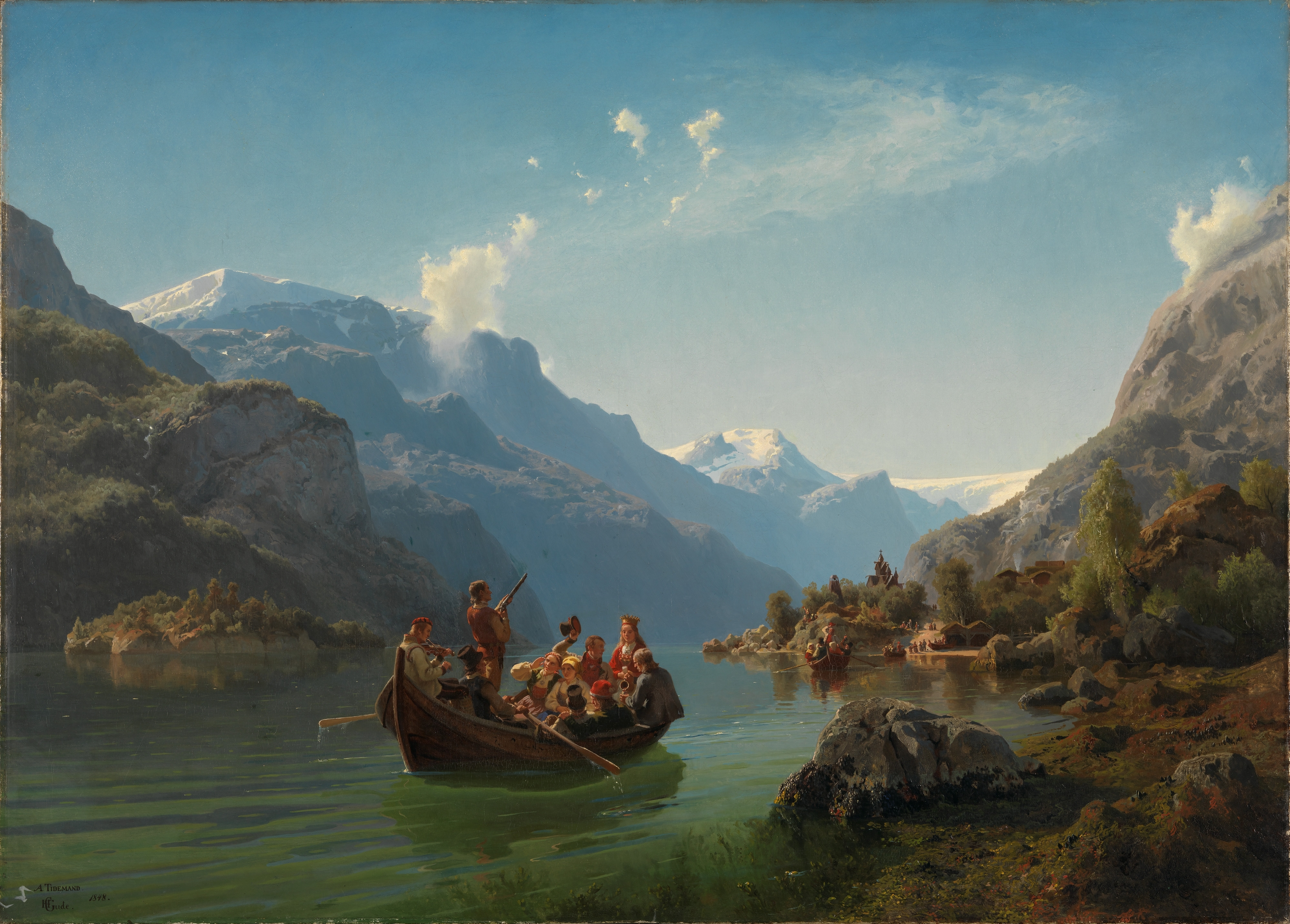
Brudeferden i Hardanger (voyages de noces dans le fjord de Hardanger), Norvège. Tableau d'Adolph Tidemand et Hans Gude, 1848.

## Une conception originale du droit de propriété
Accorder à chacun un droit général de profiter de la nature est un projet politique ambitieux qui suppose d’atténuer quelque peu le caractère absolu du droit de propriété.

### Origines et enjeux actuels
Ce droit d'accès à la nature remonte à d’anciennes lois et coutumes médiévales qui ont traversé les siècles et ont laissé en héritage un droit coutumier tout à fait original.
L’émergence de l’allemansrätt dans les pays nordiques s’explique :
- par la grande proximité des peuples nordiques avec une nature omniprésente.
- par une vision communautaire des droits sur la nature : plutôt qu’un droit de propriété individuel, appliqué très strictement, il faut permettre à tous de profiter des richesses de la nature.
- par des espaces naturels vastes, souvent peu peuplés, ce qui rend souvent l’exercice d’un droit d’accès peu oppressant.

Au XXIe siècle, l’allemansrätt est surtout très protecteur pour les adeptes de la randonnée pédestre et du tourisme vert, qui bénéficient de ce fait d’une base juridique tout à fait solide et favorable au développement de cette forme de loisirs. Permettre à chacun de profiter de vastes forêts, de landes et de montagnes, de rivières et de lacs sans avoir à s’inquiéter de l’accord de chaque propriétaire est un atout touristique majeur pour la Suède, la Norvège, la Finlande et l'Estonie.
Néanmoins, ce droit, à l’instar de chaque atout touristique, peut constituer également une menace pour l’environnement et une nuisance pour les populations locales. Il apparaît pourtant que les tentatives visant à instituer un encadrement plus strict sont restées lettre morte, la population étant farouchement attachée à ce droit séculaire.

### Fondements juridiques
Droit coutumier fort ancien, jamais codifié mais toujours en vigueur, l’allemansrätt a fait l’objet de confirmations législatives, surtout en ce qui concerne ses conditions d’exercice.

#### La nature: un patrimoine commun à partager
L’idée de départ, qui n’est d’ailleurs pas propre aux pays nordiques, est que la nature est un patrimoine commun qui doit rester accessible à tous. Cette idée est admise depuis longtemps par le droit coutumier, qui consacre depuis fort longtemps cette sorte d’appropriation collective au profit de la nation dans son ensemble.
Ce droit pour chaque personne de se déplacer à travers tout le territoire peut s’entendre comme une composante communautaire du droit de propriété. Les espaces naturels dans leur intégralité sont considérés comme des espaces ouverts au public.
Le développement de la législation environnementale, qui doit s’affirmer face aux intérêts privés explique sa récente consécration législative et même constitutionnelle. Dès 1964, la loi suédoise relative à la protection de la nature précise bien que la nature est une ressource nationale à protéger et à entretenir, accessible à tous, et dont la préservation est du ressort de l’État et des collectivités locales. Les chapitres 2 et 7 du miljöbalken abordent également la question de l’allemansrätt. Et depuis 1994, la Constitution suédoise dispose : « Chacun doit disposer d’un accès à la nature en vertu de l’allemansrätt ». Le droit coutumier d’accès général à la nature a donc valeur constitutionnelle.

#### Une servitude opposable
Pour qu’il soit effectif, ce droit très général pour tout un chacun de profiter de la nature doit être opposable à la propriété privée. Cette liberté constitutionnelle doit être garantie sur le terrain.
La nature de ce « droit de tout un chacun » reste ambiguë. Il ne repose sur aucune loi, puisque c’est un droit coutumier. La loi n’en spécifie donc pas précisément l’étendue matérielle. Il n’est pas non plus un droit absolu dans la mesure où il doit s’exercer sans préjudice des intérêts des propriétaires et sans préjudice environnemental. Sa consécration constitutionnelle ne fait qu’au mieux consacrer une pratique qui existait auparavant, sans pour autant spécifier le champ de sa portée dans chaque cas de figure.
Certains considèrent l’allemansrätt comme une simple tolérance limitée permettant à chacun, dans le cadre des lois et règlements, et sans préjudice des intérêts des tiers et de l’environnement, de profiter pleinement de la nature. Mais il s’agit en vérité plus qu’une simple tolérance : exercé dans des conditions normales, ce droit de tout un chacun ne peut être écarté par le propriétaire, qui, par exemple, ne pourra interdire la marche à pied sur ses chemins privés (notamment en installant des clôtures). Quand l’usager exerce son droit dans des conditions normales, les conséquences juridiques sont donc bien réelles et il pourra exiger de l’Administration qu’elle prenne toutes les mesures visant à rétablir le plein exercice de l’allemansrätt.
Par certains aspects, l’allemansrätt s’apparente donc plutôt à une véritable servitude d’utilité générale au profit du public. Des obligations s’imposent donc aux propriétaires, qui sont tenus de tolérer de plein droit l’exercice régulier de l’allemansrätt (et leur consentement préalable n’est pas requis). Ce n’est que lorsque les conditions d’exercice apparaissent « anormales » que l’on sort du cadre de l’allemansrätt et liberté est rendue au propriétaire pour disposer librement de son fonds : ainsi il ne sera pas tenu de tolérer le passage de véhicules motorisés sur ses chemins.
Les propriétés concernées par l’allemansrätt doivent ainsi supporter certaines servitudes : en particulier, il n’est pas possible d’enclore son terrain si cela devait compromettre l’exercice du droit d’accès à chacun (voir la législation environnementale suédoise - Miljöbalken 26 kap. 11 §). Les propriétaires ne sont pas plus fondés à restreindre l’exercice de ce droit (par des panneaux dissuasifs, en soumettant l’exercice du droit à redevance). Pour que ce droit d’accès soit garanti, la législation permet l’enlèvement par les autorités compétentes de clôtures qui compromettraient l’exercice de ce droit.
En Suède, l’exercice de l’allemansrätt est contrôlé par l’Agence suédoise de la protection environnementale.

#### Un exercice encadré
Le droit d’accès au public est, comme le dit son étymologie, un « droit commun ». Il s’appliquera donc par défaut, c’est-à-dire tant que la législation nationale ou les réglementations n’auront pas édicté de restrictions particulières modifiant son contenu en partie ou en totalité. Ce droit s’exerce dans les limites définies par la loi.
Ainsi, la loi peut définir des zones spéciales de protection (monuments historiques, sites naturels, parcs nationaux, réserves naturelles) qui restreignent le droit d’accès et de séjour au titre de la protection du patrimoine, des sites naturels et de la protection de la vie sauvage. De même, les réglementations locales peuvent en modifier la teneur (réglementation du camping, du cyclisme). La législation environnementale pose un cadre négatif à l’exercice de ce droit et définit où s’arrête cette liberté, qui reste soigneusement conditionnée.
L’allemansrätt donne des droits coutumiers mais s’accompagne de devoirs pour chacun envers la nature et les propriétaires. Cette liberté encadrée fait aussi appel à la responsabilité civique et au bon sens de chacun.

### Une atteinte à la propriété privée
L’allemansrätt s’apparente à une servitude d’utilité publique et, à ce titre, il atténue donc fortement le caractère absolu du droit de propriété. Présenté parfois comme un droit de propriété de nature communautaire, dans la mesure où chaque individu possède des droits à l’égard du territoire, l’allemansrätt s’oppose en tous cas à la conception absolutiste et strictement individuelle du droit de propriété issue de la Déclaration des droits de l'homme et du citoyen, présentée comme « un droit inviolable et sacré, naturel et imprescriptible dont nul individu ne peut être privé ».
Cette conception nordique des rapports entre les individus et le territoire montre que le contenu du droit de propriété peut être extrêmement varié et que la propriété comme droit de l’individu est une configuration parmi d’autres.

### Similitudes avec d’autres pays
- Si vous ne connaissez pas le sujet, laissez ce bandeau (vous pouvez alors contacter les auteurs).
- Si vous supprimez le contenu mis en cause (vous pouvez préalablement contacter les auteurs),

argumentez précisément cette suppression dans la page de discussion
(un manque de référence n'est pas un argument ; une recherche réelle de référence doit avoir été effectuée, être formellement documentée).
À peu près inconnu hors de la Suède, de la Finlande, de l'Estonie, et de la Norvège, du moins pas sous une forme aussi absolue, le « droit de tout un chacun » de profiter de la nature reste essentiellement une spécificité nordique, où il est bien plus étendu que dans la plupart des autres pays. De ce fait, ce qui peut sembler n'être qu’une simple curiosité juridique quelque peu archaïque revêt pourtant un caractère particulièrement attrayant, ce qui explique que certaines législations aient – à leur manière – concrétisé un tel droit d’accès du public aux espaces naturels.
Depuis quelques années, dans certains pays, sous certaines formes, des régimes juridiques semblables rappellent ce droit. On en retrouve certains éléments dans la législation française et britannique, ce qui ne signifie pas toutefois que le modèle nordique ait été pris consciemment en exemple. On constate seulement qu’une telle législation sur la nature peut être appelée à s’étendre à l’avenir, l’accès aux espaces naturels étant une aspiration forte.
En France, à la suite d'interdictions à certains espaces naturels de plus en plus fréquents (falaises d'escalade, sentiers de randonnées) et notamment à l'interdiction d'accès à une partie de la Réserve naturelle des Hauts de Chartreuse par son propriétaire depuis Août 2023, un collectif de citoyens (le Collectif Chartreuse) revendique la mise en place d'un droit à l'accès à la nature (ce collectif a mis en ligne en septembre 2023 un manifeste pour la mise en place d'un droit d'accès à la nature partout en France). Un député de l'Isère, Jérémie Iordanoff, a indiqué le vendredi 13 octobre 2023, qu'il allait déposer une proposition de loi pour un droit d'accès à la nature.

#### En Alsace (France)
Le droit local hérité de l'ancien droit allemand, prévoit que, dans le domaine de l'eau, de l'exploitation forestière et de la chasse, les ressources sont à gérer en commun, indépendamment de la propriété privée.
Pour le reste, l'intégration aux règles françaises s'appliquent traditionnellement de la sorte :

##### Caravanes et véhicules motorisés
- Le stationnement des caravanes, camping-cars et autres véhicules motorisés peut être soumis à interdiction ou réglementation qui est généralement indiquée ou qui nécessite une autorisation de la mairie pour les communes qui mentionnent un stationnement réglementé à l'entrée de la ville.
- Les véhicules motorisés, y compris les quads et deux-roues motorisés, sont la plupart du temps interdits dans les espaces naturels.

##### Circulation pédestre, bivouac, camping et cueillette
Les activités non-motorisées sont traitées d'une manière beaucoup plus souple.
- La cueillette et le ramassage de fruits comestibles (pommes, châtaignes, mûres…) sauvages dans les bois et espaces naturels du domaine public sont des pratiques courantes et parfaitement tolérées.
- Possibilité de traverser à pied ou de camper (y compris bivouac) sur tout terrain naturel, non clos et sur lequel il n'y a pas d'indication marquant la propriété ou mentionnant explicitement l'interdiction. Le propriétaire peut toutefois vous demander de quitter son terrain si celui-ci est privé mais que cela n'est pas mentionné.
- Le bivouac est largement pratiqué et permis presque partout sur les espaces naturels publics. Il se définit comme le fait de camper, avec ou sans tente, durant une nuit (coucher au lever du soleil). Le bivouac est souvent pratiqué lors de treks ou grandes randonnées ou tout simplement pour passer une nuit à la belle étoile.
- Le camping de plus d'une nuit est souvent permis sauf dans les parcs naturels. Ces derniers tolèrent généralement les bivouacs.
- De manière générale il est interdit de camper : sur les routes et voies publiques, à moins de 500 m d'un monument historique classé ou inscrit, dans un rayon de 200 m autour d'un point d'eau capté pour la consommation et dans toute autre zone où cela est explicitement mentionné (panneau indicatif).

#### Dans le reste de la France: le littoral uniquement
En France, la législation ne prévoit, de façon spécifique, un droit d’accès aux espaces naturels que sur la frange littorale, consacrant ainsi d’une certaine façon un droit à y profiter de la nature. La servitude de passage des piétons en bordure du littoral maritime repose sur :
- La loi du 31 décembre 1976 portant réforme de l’urbanisme, qui confirme la servitude d’utilité publique dite servitude longitudinale, encore appelée sentier du littoral. Créée en 1681 par l’Ordonnance de la Marine édictée par Colbert, elle grève les propriétés côtières sur une assiette de trois mètres de largeur à compter de la bordure du domaine public maritime d’une servitude de passage au profit des piétons. Ce sentier doit normalement être laissé praticable et les propriétaires ne peuvent en restreindre l’accès. Cette servitude, qui ne concernait à l'origine que le littoral métropolitain, a été étendue aux départements d'outre-mer par le décret no 2010-1291 du 28 octobre 2010[5].
- La loi du 3 janvier 1986 dite loi littoral créée une seconde servitude d’utilité publique dite servitude transversale. Instaurée facultativement, elle permet aux piétons d’accéder au rivage en traversant les chemins privés.

Sur le reste du territoire français, l'accès à la nature est une tolérance car, si cet accès n'est pas un droit, il n'est pas non plus interdit.
En effet, contrairement à une croyance répandue, aucun texte pénal ne réprime le fait de circuler à pied sur une propriété privée[réf. souhaitée], tant qu'il n'y a aucune dégradation, aucune appropriation de quoi que ce soit, ni autre infraction portant atteinte à la propriété.
L'infraction est, en revanche constituée, dès qu'il y a utilisation, hors des voies ouvertes à la circulation publique, d'un véhicule ou d'une monture (en forêt, en application du code forestier) ou d'un véhicule à moteur (hors forêt, en application de la loi 4 × 4 codifiée dans le Code de l'environnement[réf. souhaitée]).
La loi du 2 février 2023 visant à "Limiter l'engrillagement des espaces naturels et protéger la propriété privée" permet désormais aux propriétaires d'interdire l'accès à leur terrain sans installer de clôture : il leur suffit de délimiter le terrain et de mentionner la propriété privée. Dans la Réserve naturelle des Hauts de Chartreuse, un propriétaire a utilisé cette disposition en août 2023 pour interdire l'accès à sa propriété de 750 hectares en y apposant des panneaux.

#### Royaume-Uni: une législation récente
Si l’on excepte la tradition écossaise tolérant un accès raisonnable et responsable aux zones naturelles, le Royaume-Uni, ne disposait pas formellement jusqu’à une époque récente d’un régime juridique semblable. C’est chose faite depuis peu :
- En Angleterre et au pays de Galles, le Countryside and Rights of Way Act du 30 novembre 2000 institue un cadre général à l’exercice d’un droit d’accès aux zones sauvages, souhaité vivement par les randonneurs. Ce droit est limité à certaines zones, contrairement à l’allemansrätt, qui, lui, s’applique en l’absence de toute prescription particulière. L'extension de ce droit est réclamée par "Right to roam"[8] pour se rapprocher du droit écossais[9] par exemple.
- En Écosse, le Land Reform Act de 2003 reprend la loi précédente et consacre donc formellement un droit qui n’était jusqu’alors que coutumier.

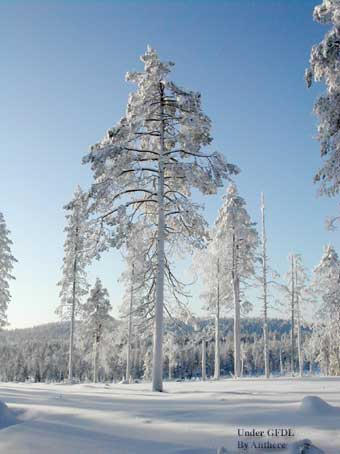
La forêt boréale de Laponie en hiver

## L’exercice du droit et ses conséquences
Il y a peu de différences dans la portée et le contenu de ce droit d’un pays à un autre. Signalons néanmoins à toutes fins utiles que l’essentiel de notre documentation portait sur l’état du droit en Suède.
La substance des droits et obligations peut en outre varier en fonction des réglementations communales. Chacun est censé s’enquérir préalablement des obligations qui lui incombent, ce qui vaut tout aussi bien pour les randonneurs étrangers que nationaux. Les offices de tourisme fournissent généralement toutes les informations juridiques nécessaires.

### Champ d’application du droit

#### Les personnes concernées
Le droit de profiter de la nature peut être exercé aussi bien par les nationaux que les étrangers. Il peut s’exercer vis-à-vis d’un individu ou d’un groupe. Mais les organisations touristiques et plus largement toutes les entreprises commerciales ne peuvent légitimement opposer ce droit pour développer leurs activités dans les espaces naturels. La législation environnementale suédoise est très stricte avec les demandes émanant d’organisateurs d’activités organisées dans la nature.

#### Champ géographique et matériel
Quelles zones sont soumises à l’allemansrätt ?
Le droit d’accès au public est un « droit commun » et s’applique donc par défaut, c’est-à-dire tant que la réglementation nationale et locale n’aura pas édicté de restrictions particulières l’atténuant totalement ou en partie. Ainsi, les parcs nationaux, les réserves naturelles, les sites naturels, les espaces côtiers, les réserves militaires et autres zones de protection peuvent atténuer sévèrement la portée de droit à la nature : l’accès public, les campements, la cueillette, le mouillage des bateaux, la possibilité de faire du feu peuvent être soumis à interdiction ou à des prescriptions spéciales. La récente consécration constitutionnelle de l’allemansrätt en Suède semble néanmoins signifier assez clairement que les autorités ne peuvent édicter de règles qui restreindraient de façon trop sévère l’exercice du droit d’accès à la nature.
L’allemansrätt consacre des droits d’accès et d’usage pour chacun uniquement dans des zones naturelles (privées ou publiques) et la campagne ; il ne joue pas dans l’environnement urbain, les jardins, les champs cultivés, les terrains privés bâtis, les parcs…
Par ailleurs, l’usage de ce droit doit être réalisé sans préjudice du droit des tiers, d’où la définition de zones privatives, plus restreintes que la propriété privée. Si l’allemansrätt est valable sur les propriétés privées, il s’arrête où les parties privatives commencent (jardins, maisons) et ne s’applique clairement pas aux plantations, terrains proches des maisons, terres cultivées et plantations. Les propriétaires ont alors tout à fait le droit de signaler par des panneaux que l’entrée dans de telles zones est interdite.

#### Suisse: garantie de l'accès aux forêts et aux pâturages
Le Code civil suisse dispose :

Art. 699
1 Chacun a libre accès aux forêts et pâturages d’autrui et peut s’approprier baies, champignons et autres menus fruits sauvages, conformément à l’usage local, à moins que l’autorité compétente n’ait édicté, dans l’intérêt des cultures, des défenses spéciales limitées à certains fonds.
2 La législation cantonale peut déterminer la mesure en laquelle il est permis de pénétrer dans le fonds d’autrui pour la chasse ou la pêche.
Cette formulation plus récente était déjà présente en 1907 à l'art. 688 CC. Il concrétise ainsi un droit de circulation qui prime dans une certaine mesure la propriété privée. À noter que de nombreux cantons connaissent des législations assez détaillées sur la cueillette de champignons et de fruits. La chasse et la pêche sont également réglées par diverses législations fédérales et cantonales basées sur le principe d'une régale d'État sur la faune.

### L’exercice du droit et ses conséquences
Chacun peut bénéficier de droits d’usage et d’accès dans les propriétés privées. Mais l’exercice de ces droits s’accompagne pour ses usagers d’une obligation de respecter la nature sans porter préjudice aux habitants. Ce droit s’arrête là où commencent la réglementation environnementale et le respect des propriétaires.

#### Les servitudes imposées aux propriétaires
L’allemansrätt implique l’institution d’une servitude de passage et d’usage au profit de tous sur les propriétés privées. Exercé dans les conditions normales, ce droit ne requiert pas le consentement préalable du propriétaire.

##### Servitude d’accès
- Chacun peut traverser à pied, à cheval, à ski ou à vélo toute propriété (bois, prairies, toutes terres non cultivées, le long des côtes…) et emprunter tout chemin privé. On peut emmener son chien. Mais en Suède, de nombreux chemins de randonnée existent par ailleurs.
- Pareillement, la baignade et la navigation dans des lacs et cours d’eau naturels, même privés, sont possibles. On peut amarrer son bateau dans ces eaux et accoster sur les rives appartenant à autrui.
- On peut passer par les portes à bétail et par-dessus des clôtures pour rejoindre les zones soumises à l’allemansrätt.

La servitude générale d’accès ne joue pas au profit des véhicules à moteur, pour lesquels le propriétaire retrouve sa liberté pour les autoriser. Mais il ne pourra rien dire à celui qui traverse à pied, qui sera dans son bon droit puisqu’il respecte la loi coutumière.

##### Servitudes de séjour et d’usage
- Il est possible de camper sur une propriété privée : le camping « sauvage » est donc de fait admis (mais de nombreux terrains spécialement aménagés existent par ailleurs). Cette occupation doit être temporaire et réduite : en Suède, cette durée est de 24 heures et dans les zones peu densément peuplées, on admet une durée de plusieurs nuits. En tout état de cause, le groupe de campeurs doit être réduit. On peut aussi mouiller son bateau dans des eaux privées pour y passer la nuit.
- On peut y ramasser des fruits sauvages (baies, myrtilles, framboises…), des champignons, des fleurs sauvages, les produits de la forêt tombés à terre (pommes de pin, faînes). On peut faire du feu avec le bois mort ainsi ramassé.
- On peut employer de l’eau des lacs et des sources.
- On peut amarrer temporairement son bateau à un ponton privé et sur la côte.
- Pour quiconque dispose d’une licence, le droit de pêcher dans des eaux naturelles privées est entier (mais il n’existe pas en revanche de droit de chasser). On peut donc de fait pêcher à peu près partout.

Ces droits d’usage sur les propriétés privées sont exclusifs de toute exploitation commerciale. Ainsi, on ne peut employer des ouvriers pour cueillir des baies ou des champignons (sauf accord du propriétaire). De même, les organisations touristiques ne peuvent invoquer ce droit pour développer leurs activités sur les propriétés privées.

##### Un droit garanti
Toutes ces prérogatives des usagers, exercées dans les conditions normales, ne peuvent être écartées par le propriétaire, qui ne peut pas non plus installer des clôtures et poser des panneaux pour interdire ou dissuader de l’exercice de l’allemansrätt là où il doit normalement s’appliquer.

#### L’exercice de la servitude par les usagers est encadré
La liberté d’user de cette prérogative s’accompagne d’un code de responsabilité et de garanties pour les propriétaires. Il ne serait en effet pas acceptable que les propriétaires, la faune et la flore doivent pâtir de la servitude.
L’exercice de ce droit reste avant tout une liberté appelant la responsabilité et le bon sens de chacun. Il sera donc fait appel à l’esprit écologique et au sens civique le plus élémentaire. L’exercice raisonnable de la servitude est souvent résumé par une formule simple : « ne pas déranger, ne pas détruire », que ce soit la nature ou les intérêts des propriétaires.

##### La protection des propriétaires

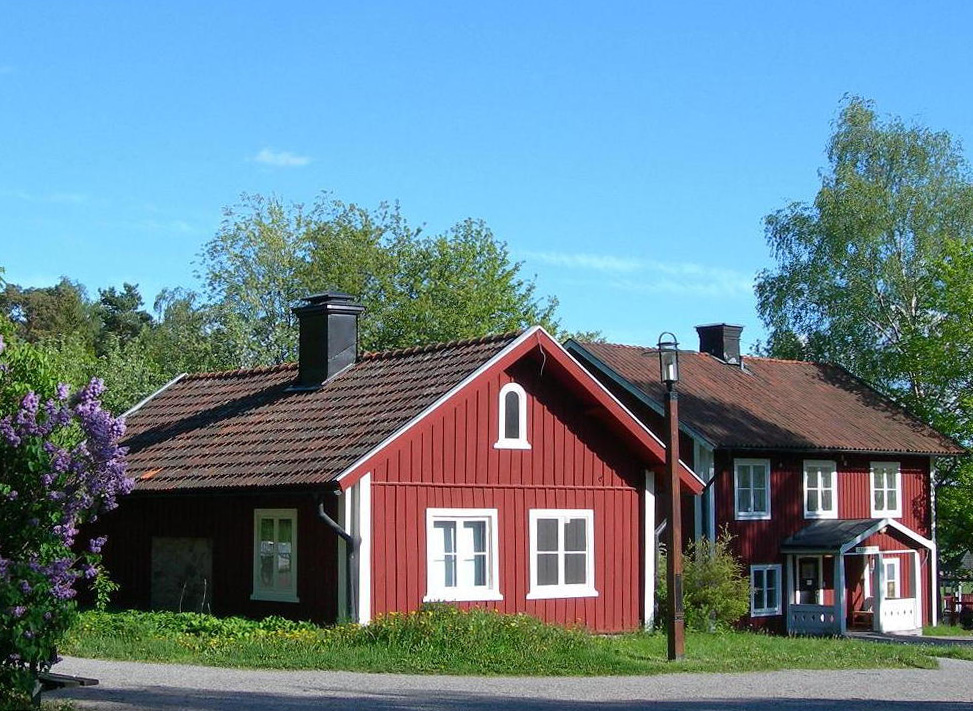
Habitation traditionnelle de la campagne suédoise.

Dès lors que l’usage qui est fait de sa propriété devient abusif (campement prolongé, ramassage de baies à but commercial, accès avec un véhicule motorisé), le propriétaire bénéficie de garanties. La protection juridique conférée aux visiteurs ne joue alors plus de plein droit, le propriétaire retrouve alors sa liberté d’autoriser ou pas l’utilisation de son fonds, et il peut aussi en appeler aux autorités.
Sans être exhaustif, voici une liste d’exemples où la servitude est utilisée anormalement, dans la mesure où elle cause des troubles et dégâts. Il n’y a là que bon sens et civisme basique, mais, en cas de doute, il est toujours préférable de consulter le propriétaire ou les autorités.
- S’installer avec sa tente, amarrer un bateau à un ponton privé ou mouiller dans des eaux privées doit rester temporaire. On ne peut rester au même endroit plus de 24 heures ; au-delà, la permission du propriétaire est requise. Les campements en grands groupes doivent toujours demander la permission, même pour moins de 24 heures.
- Le propriétaire peut légitimement s’opposer à la circulation des véhicules motorisés sur les routes et chemins qui lui appartiennent et apposer à cette fin un panneau d’interdiction (le propriétaire ne peut toutefois décréter une telle interdiction s’il reçoit une subvention publique pour l’entretien de sa voie et son ouverture à la circulation). S’il n’est pas obligé de supporter les véhicules motorisés sur son chemin, le propriétaire ne peut en revanche interdire les piétons et vélos. Dans tous les cas, garer une voiture ou une caravane sur une route privée, même pour moins de 24 h, nécessite l’autorisation du propriétaire.
- Si l’on amarre son bateau à un ponton privé, cela ne doit pas causer de gêne à son propriétaire.
- On ne peut abattre d’arbres, arbrisseaux et buissons, ni couper de branches d’arbres vivants. On ne peut prendre l’écorce, les feuilles, glands, noix et la résine des arbres et buissons vivants. Plus généralement, on ne peut endommager les arbres. La commune de Enontekiö (Finlande) soumet toute cueillette de baies sauvages à l’autorisation du propriétaire, cette activité ayant une importance commerciale notable dans cette municipalité.
- On doit le plus possible respecter l’intimité et la tranquillité des propriétaires. On n’a pas le droit de traverser ou d’occuper les parties « privatives » de leur propriété, qui se définissent comme les alentours immédiats de l’habitation, le jardin et la maison en elle-même – en bref tous les endroits depuis lesquels on risque d’être visible ou audible. Il est à bien noter que les parties privatives ne sont pas nécessairement encloses. De même, on ne doit pas amarrer ou mouiller son bateau, débarquer, ni se baigner dans le voisinage immédiat d’une habitation. On doit installer sa tente discrètement, et se tenir à une distance respectable des habitations dans toutes les activités que l’on pratique (pêche, cueillette…). Si l’on doit s’installer plus près d’une habitation, il vaut mieux se renseigner auprès du propriétaire et demander son accord.
- Il est entendu qu’il ne faut rien détériorer lors de son passage ou son séjour (cultures, pousses d’arbres, clôtures). On ne peut traverser ou s’installer sur une parcelle cultivée ou des plantations. On peut traverser les pâturages, mais il faudra bien veiller à refermer derrière soi les barrières à bétail (il est d’ailleurs toujours conseillé de les refermer, même si elles étaient ouvertes).
- On doit s’efforcer, du mieux que l’on peut, de laisser le terrain occupé comme on l’avait trouvé en arrivant : ne pas laisser de traces ou peu, ne pas laisser ses déchets, faire ses besoins dans un trou que l’on prendra soin de reboucher après usage. On ne doit pas endommager les propriétés en passant à cheval ou en VTT ; en pratique, si l’on reste sur les chemins existants, il ne doit pas y avoir de souci.
- On doit tenir son chien en laisse ou bien le garder sous contrôle immédiat. Il ne doit pas divaguer et doit être tenu en laisse si l’on pénètre dans des réserves de chasse privées.

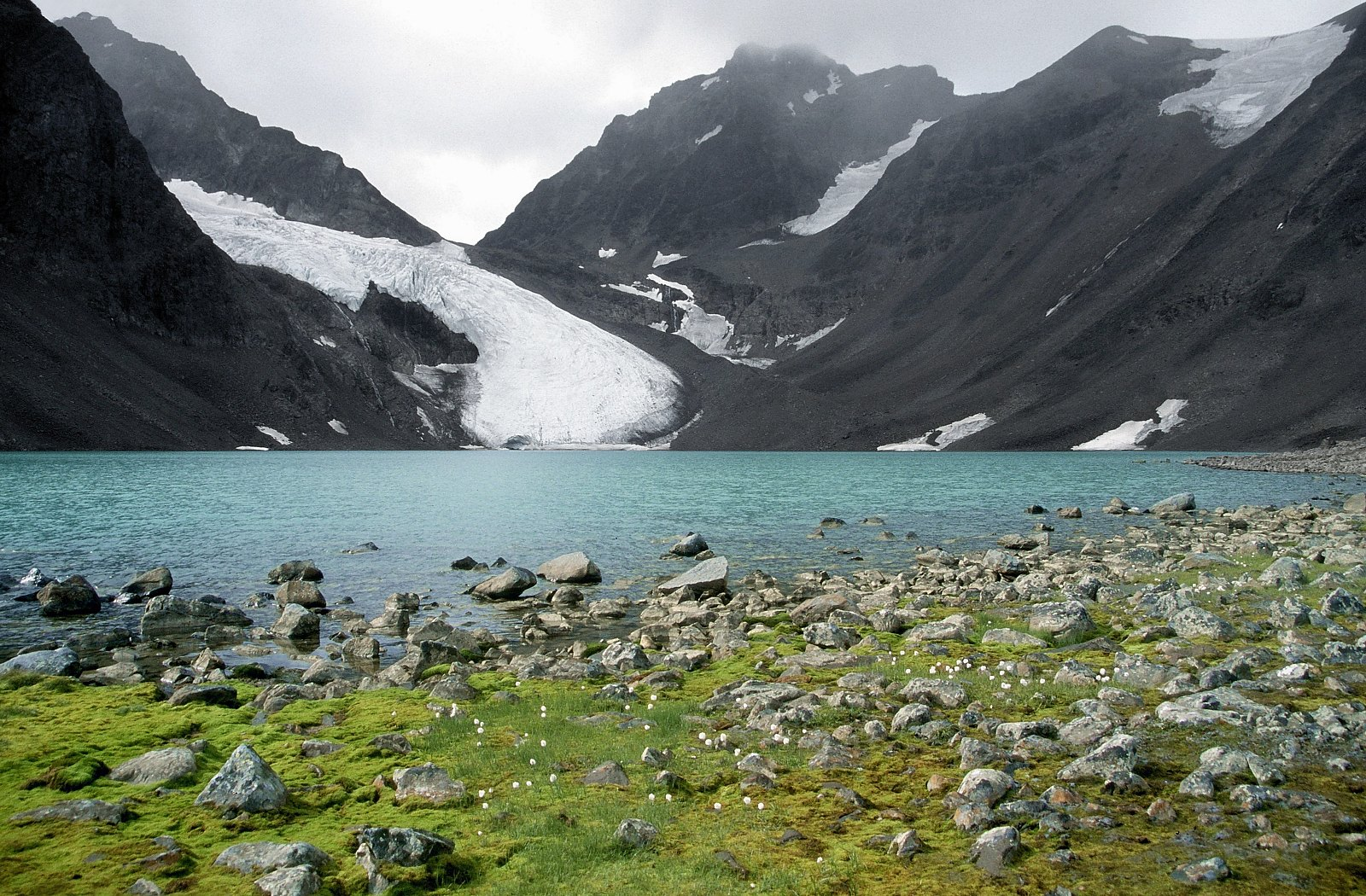
Glacier du lac Darfáljávri, en Suède

##### La protection environnementale
Les règles édictées au titre de la protection environnementale ne sont pas directement liées à l’exercice de l’allemansrätt, et sont totalement étrangères au droit de propriété. Néanmoins, dans la mesure où l’accès à la nature est rendu possible de façon générale, les risques pour sa préservation de la nature en deviennent accrus et il faut donc rappeler expressément quelles responsabilités incombent à chacun lorsqu’il se trouve dans la nature.
- Bien respecter la législation sur les milieux protégés : sanctuaires pour oiseaux, côtes protégées, parcs nationaux, réserves naturelles peuvent apporter des restrictions d’accès, de faire du feu, de planter une tente. Des panneaux précisent fréquemment les règles à respecter. Même en l’absence de milieu protégé, le bon sens commande de respecter la nature dans tous les cas de figure.
- De façon générale, ne pas détériorer la nature, le paysage, la vie végétale et animale sur les îles et le long des côtes par son passage ou en installant sa tente. On ne doit pas abandonner de déchets dans la nature, que ce soit dans des propriétés privées ou partout ailleurs. On ne doit pas laisser des tas de déchets à côté d’une poubelle pleine.
- Ne déranger en aucun cas les animaux, ne pas les approcher de trop près – surtout en période de nidification –, ne pas toucher leurs œufs ou leurs petits. Faire particulièrement attention à ne pas troubler la vie sauvage sur les îles et les côtes, en passant par voie d’eau et ne pas débarquer sur un site naturel protégé.
- S’il est possible de faire du feu dans une propriété avec le bois mort ramassé, la réglementation encadre de toute façon très sévèrement les feux de forêt. Il est ainsi interdit de faire du feu en période estivale, où le risque d’incendie est grand. En toute période de l’année, toujours veiller à ce que le feu ne se propage pas (choisir un terrain couvert de gravier, avec un accès à l’eau, après usage asperger soigneusement d’eau). Les réchauds sont autorisés toute l’année durant. On ne doit pas faire de feu sur des rochers, ce qui peut les faire éclater et occasionner des dégâts irrémédiables. Toujours veiller à ne pas déclencher de feux qui détérioreraient la nature. Dans certaines zones (parcs nationaux, zones de protection), le droit de faire du feu est réglementé toute l’année.
- La cueillette des fleurs sauvages n’est pas possible s’il s’agit d’espèces protégées (comme les orchidées).
- Quand bien même le propriétaire autoriserait des véhicules motorisés, cela ne dispense pas de respecter la législation : il existe des lois encadrant l’usage des voitures « tout-terrain ». Conduire des autos et des caravanes, des camping-cars, motos et motocyclettes hors des routes est interdit. Les motoneiges ne doivent pas causer de dommages.
- Si la pêche est possible dans des eaux privées, l’exercice du droit est conditionné par la détention d’un permis de pêche.
- Pour enrayer la propagation d’une maladie affectant les écrevisses, les kayaks et canoës et leurs équipements doivent sécher totalement avant leur transfert vers un autre plan d’eau. Là encore, des panneaux rappellent cette obligation.
- Tous les chiens doivent être tenus en laisse du 1er mars au 20 août et l’on doit en toute période de l’année s’assurer qu’ils ne perturberont pas la faune.

En cas de doute, il est toujours préférable de consulter les offices de tourisme et les autorités locales, qui fourniront de plus amples informations.